# Linden Wiesman
Linden Wiesman (Columbia, 23 de enero de 1975) es una jinete estadounidense que compitió en la modalidad de concurso completo. Participó en los Juegos Olímpicos de Sídney 2000, obteniendo una medalla de bronce en la prueba por equipos (junto con Nina Fout, Karen O'Connor y David O'Connor).

## Palmarés internacional
| Juegos Olímpicos | Juegos Olímpicos   | Juegos Olímpicos  | Juegos Olímpicos |
| Año              | Lugar              | Medalla           | Categoría        |
| ---------------- | ------------------ | ----------------- | ---------------- |
| 2000             | Sídney (Australia) | Medalla de bronce | Por equipos      |